# Kediet Ijill
A Kediet Ijill (arabul:كديت إجيل) Mauritánia legmagasabb pontja a maga 915 méterével, ezzel Afrika 25. legmagasabb pontja és a világon a 168. legmagasabb pont.
Mauritánia Tiris Zemmour (تريس زمور) megyéjében található.

Keleten Zouérat és nyugaton Fderîck városa fekszik. A hegy és környezete gazdag vaslerakódásokban, amit a 11. század óta bányászhatnak és 1952 óta kereskedelmileg is hasznosítják. A jelenlegi aknákat egy 700 km hosszú vasúti pálya köti össze az Atlanti-óceán partján fekvő Nouadhibou-val, amely Mauritánia második legnagyobb városa és fontos kereskedelmi központja. A hegy és annak környezete kékes színűnek tűnik a nagy koncentrációban előforduló magnetit miatt, ami egy vasérc és természetes mágnes (ferrimágnes). A mágneses tulajdonsága miatt a hegy megzavarja a navigációs iránytűket. Hasonló mágneses mezők lehetővé tették a régió más lerakódásainak (magnetit guelbs) felfedezését az 1960-as években.

## Történelme
Már a 11. században is vas és szén kitermelésre használták, de a mai napig is nagy mennyiségű vasat és szenet termelnek onnan ki, amit vasúttal szállítanak Mauritánia part menti városaiba.

## Fderîk
Fderîck egy kis falu nem messze a hegytől, lakossága 5760 fő csupán.

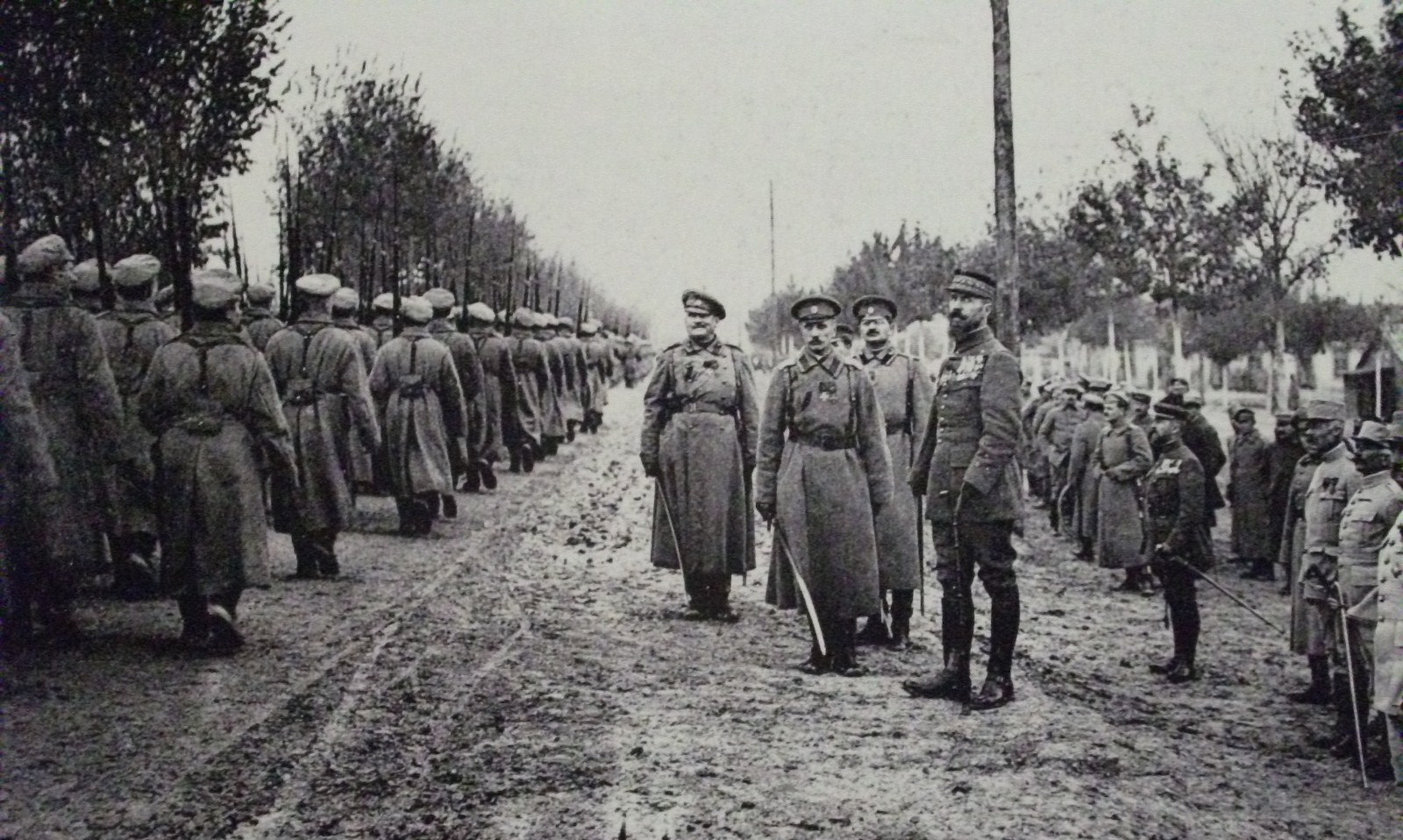
Francia hadsereg Fort Gouraudnál 1916-ban

A közelében található egy Fort Gouraud nevű erőd is, amely köré 1950-es évek vége felé építették a települést, hogy kinyerjék a környék vasércét.

## Zouérat

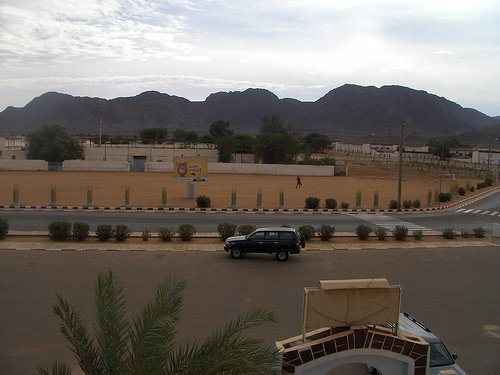
Zouérat

Zouérat egy nagyváros, lakossága 44 649 fő, és rendelkezik egy repülőtérrel is.
A város a vasércbányászatnak köszönhetően fejlődött. Fderîck, Tazadit és Rouessa hematitbányái veszik körül. A város ad otthont Tiris Zemmour regionális közigazgatásának és katonaságának. A város lakosságának nagy része közvetlenül és közvetve a bányaiparban dolgozik. Jelentős számú külföldi munkavállaló él más afrikai országokból a városban. A szolgáltatások közé tartozik egy orvosi rendelő, társasági klub, medence, iskola és egy üzlet. 
A 2000-es évek közepe óta egy kalyibaváros épült Zouérat köré. A két városrész elválasztása érdekében a hatóságok válaszul egy falat kezdtek építeni, amit a helyiek „mur de la honte”-nak azaz szégyenfalnak becéznek.